# Cure (Film)
Cure (jap. キュア, Kyua) ist ein japanischer Horrorfilm/Psychothriller von Regisseur Kiyoshi Kurosawa aus dem Jahre 1997. Kiyoshi Kurosawa schrieb auch das Drehbuch. K. Kurosawa lässt schon in diesem Film, der seinen internationalen Durchbruch markierte, und sich um Hypnose und Identität dreht, seine Vorliebe für strenge, und statische Bildkompositionen erkennen. Der Film wurde 2001 in den USA veröffentlicht.

## Handlung
Tokio der „Gegenwart“: Der Polizist Kenichi Takabe, gespielt von Kōji Yakusho, ermittelt in einer seltsamen Mordserie: Obwohl die Opfer auf ähnliche Art getötet wurden, nämlich indem ihnen ein X in die Brust geschnitten worden war, kommen scheinbar bloß verschiedene Täter in Frage.
Psychotische Täter werden jeweils nahe dem Tatort gefasst, doch obwohl sie ihre Verbrechen gestehen, scheinen sie keine Motive gehabt zu haben. Schließlich nimmt Takabe, selbst belastet mit der Sorge um seine labile Ehefrau, einen Mann namens Mamiya ins Visier, der mit hoher Wahrscheinlichkeit das Bindeglied zwischen den Mordfällen sein dürfte. Jeder, mit dem er jemals Kontakt hatte, scheint bald danach zum Verbrecher geworden zu sein.
Mamiya scheint unter Gedächtnisverlust zu leiden: Er weiß weder den Wochentag, noch seinen Namen, noch scheint er zu verstehen mit wem er spricht.
Takabe und der Polizeipsychologe Sakuma verhaften Mamiya und finden heraus, dass er Hypnose studiert und sich mit Mesmerismus beschäftigt hatte; Takabe kann dennoch nicht glauben oder verstehen, dass der offenbar nahezu katatonische Mamiya andere zu derlei Taten verleitet haben könnte.
Takabe wird jedoch zusehends klarer, dass Mamiya seinen Zustand simuliert, Mamiya andererseits ist von Takabe fasziniert, weil dieser seinen Fähigkeiten gegenüber immun zu sein scheint. Er stellt seine Fähigkeit, Anwesenden den Verstand zu rauben, eindrucksvoll unter Beweis, sobald er auch nur ein einziges monotones Geräusch oder die Flamme eines Feuerzeugs in der Nähe hat. Je genauer Takabe über Mamiya ermittelt, desto mehr erkennt er, dass er dabei seine eigene geistige Gesundheit riskiert: Mamiya konfrontiert sein Gegenüber mit eigenen Ängsten, hinterfragt dessen Identität und induziert Halluzinationen.
Als Mamiya entkommt, verfolgt Takabe ihn bis in ein verfallenes Fabrikgebäude, wo er ihn erschießt. Takabe entdeckt dort ein Grammophon mit Tonaufzeichnungen unbekannter Herkunft.
Im Epilog wird angedeutet, dass Takabe Mamiyas Fähigkeiten „geerbt“ haben und sie möglicherweise auch ausüben könnte.

## Sonstiges
Der Film hatte seine Welturaufführung am 6. November 1997 auf dem Tokyo International Film Festival. Erstausstrahlung in der Bundesrepublik Deutschland war am 10. November 2003 auf Arte.

## Kritiken
- „Psychothriller, der nicht auf vordergründigen Spannungsaufbau angelegt ist, sondern eine latent spannend-bedrohliche Stimmung erzeugt, der man sich kaum entziehen kann.“ – Lexikon des internationalen Films[5]

- „In Tokio laufen Normalbürger Amok und wissen nicht, warum […] Horror im Sushi-Stil: roh, aber raffiniert“ – Cinema[6]

- „Langsam, geduldig und ohne spannungssteigernde Mätzchen spitzt Kiyoshi Kurosawa die Situation zu. […] Sehr stark ist der Film darin, dass er das Serienkiller-Genre zur Psychostudie des Ermittlers mutieren lässt, ohne dabei auf schweigende Lämmer zurückgreifen zu müssen. […] Zuletzt findet sich Takabe selbst jenseits der Grenze wieder“ – Ekkehard Knörer, Jump Cut[7]

- „Der Killer, ein schlanker, empfindlich ausschauender junger Mann, wirkt weniger wie eine Person, als eine Inkarnation des vagen Grauens um ihn herum. Er stolpert von Ort zu Ort wie eine Figur von Beckett […] Kurosawa […] lässt das Publikum dabei so verwirrt wie die Polizisten.“ – A. O. Scott, The New York Times[8]

David Luty weist darauf hin, dass das im Film getroffene Postulat, ein Hypnotisand würde nie seinen moralischen Überzeugungen zuwiderhandeln (siehe Hypnose), offenbar komplett vergessen wird (but that idea is never addressed again, except in the way the film constantly shows it to be incorrect.)
Bei Rotten Tomatoes wird der Film am 25. August 2008 mit 42 ausgewerteten Kritiken mit 93 Prozent geführt, Metacritic sieht ihn am gleichen Tag bei 70 Prozent mit 13 gewürdigten Kritiken. Mit den Stimmen von 1794 Zuschauern steht Cure in der Internet Movie Database am 25. August 2008 auf 7,4 von 10 Punkten.

## Auszeichnungen
Tokyo International Film Festival 1997
- Best Actor Award für Kôji Yakusho

Yokohama Film Festival 1999
- Festival Prize in der Kategorie Best Director Kiyoshi Kurosawa (anteilig)
- Festival Prize in der Kategorie Best Film
- Festival Prize in der Kategorie Best Supporting Actor für Ren Osugi (und für weitere Filme)

Blue Ribbon Awards 1998
- Blue Ribbon Award in der Kategorie Best Actor für Kôji Yakusho (und für weitere Filme)

Hochi Film Awards 1997
- Hochi Film Award in der Kategorie Best Actor für Kôji Yakusho (und für weitere Filme)

Japanese Professional Movie Awards 1998
- Japanese Professional Movie Award in der Kategorie Best Film für Kiyoshi Kurosawa
- Japanese Professional Movie Award in der Kategorie Best Supporting Actor für Masato Hagiwara

Mainichi Eiga Concours 1999
- Preis in der Kategorie Best Art Direction für Tomoyuki Maruo